# Campeonato Sul-Americano de Clubes de Voleibol Feminino de 2009
O Campeonato Sul-Americano de Clubes de Voleibol Feminino de 2009 foi a primeira edição do torneio organizado anualmente pela CSV com esta nomenclatura, que foi disputado entre os  dias 14 a 18 de outubro no Coliseo Maneul Bonilla de Miraflores, localizado na cidade de Lima, no Peru. É o Torneio classificatório para edição do Campeonato Mundial de Clubes de Voleibol Feminino de 2009e o clube brasileiro Sollys/Osasco conquistou o título e a referida promoção a competição a nível mundial.Edição premiou a ponteira Jaqueline Carvalho como a Melhor Jogadora.

## Formato de disputa
As seis equipes qualificadas foram dispostas em dois grupos de tres equipes, correspondente a fase classificatória,  na qual todas as equipes se enfrentaram entre si (dentro de seus grupos) em turno único. As duas primeiras colocadas de cada grupo se classificaram para a fase semifinal, na qual se enfrentaram em cruzamento olímpico.
Os times vencedores das semifinais se enfrentaram na partida final, que definiu o campeão; já as equipes derrotadas nas semifinais decidiram a terceira posição grupo (Perdedor do Jogo 8 x Perdedor do Jogo 9) e as equipes eliminadas antes da fase semifinal disputaram o quinto lugar (3º A x 3º B).
Para a classificação dentre dos grupos na primeira fase, o placar de 3-0 ou 3-1 garantiu três pontos para a equipe vencedora e nenhum para a equipe derrotada; já o placar de 3-2 garantiu dois pontos para a equipe vencedora e um para a perdedora.

## Participantes
As seguintes equipes foram qualificadas para a disputa do Campeonato Sul-Americano de Clubes de 2009:
| Equipe            | País      | Forma de Classificação                         | Títulos        |
| ----------------- | --------- | ---------------------------------------------- | -------------- |
| Regatas Lima      | Peru      | Representante da Cidade-Sede                   | 0 (não possui) |
| Deportivo Géminis | Peru      | Vice-campeão da Liga Nacional Superior 2008-09 | 0 (não possui) |
| Unilever/RJ       | Brasil    | Campeão da Superliga Brasileira A 2008-09      | 0 (não possui) |
| Sollys/Osasco     | Brasil    | Vice-campeão da Superliga Brasileira A 2008-09 | 0 (não possui) |
| Boca Juniors      | Argentina | Vice-campeão da Liga Argentina A de 2008-09    | 0 (não possui) |
| River Plate       | Argentina | Representante da Feva                          | 0 (não possui) |

## Fase classificatória

### Grupo A
Classificação
|     |                   |     | Jogos | Jogos | Jogos | Resultados | Resultados | Resultados | Resultados | Resultados | Resultados | Sets | Sets | Sets  | Pontos | Pontos | Pontos |
| Pos | Equipe            | Pts | T     | V     | D     | 3–0        | 3–1        | 3–2        | 2–3        | 1–3        | 0–3        | V    | P    | R     | V      | P      | R      |
| --- | ----------------- | --- | ----- | ----- | ----- | ---------- | ---------- | ---------- | ---------- | ---------- | ---------- | ---- | ---- | ----- | ------ | ------ | ------ |
| 1   | Unilever/RJ       | 6   | 2     | 2     | 0     | 2          | 0          | 0          | 0          | 0          | 0          | 6    | 0    | MAX   | 151    | 107    | 1.411  |
| 2   | Boca Juniors      | 3   | 2     | 1     | 1     | 0          | 1          | 0          | 0          | 0          | 1          | 3    | 4    | 0.750 | 142    | 166    | 0.855  |
| 3   | Deportivo Géminis | 0   | 2     | 0     | 2     | 0          | 0          | 0          | 0          | 1          | 1          | 1    | 6    | 0.167 | 147    | 167    | 0.880  |

Resultados
| 14 de outubro de 2009 21:00 Relatório Jogo 02 | Deportivo Géminis | 1— 3                    | Boca Juniors | Coliseo Manuel Bonilla de Miraflores, Lima |
| 14 de outubro de 2009 21:00 Relatório Jogo 02 | 23 25 19 24       | Set 1 Set 2 Set 3 Set 4 | 25 15 25 26  | Coliseo Manuel Bonilla de Miraflores, Lima |

| 15 de outubro de 2009 17:00 Relatório Jogo 03 | Unilever/RJ | 3 — 0             | Boca Juniors | Coliseo Manuel Bonilla de Miraflores, Lima |
| 15 de outubro de 2009 17:00 Relatório Jogo 03 | 25          | Set 1 Set 2 Set 3 | 23 13 15     | Coliseo Manuel Bonilla de Miraflores, Lima |

| 16 de outubro de 2009 17:00 Relatório Jogo 05 | Unilever/RJ | 3 — 0             | Deportivo Géminis | Coliseo Manuel Bonilla de Miraflores, Lima |
| 16 de outubro de 2009 17:00 Relatório Jogo 05 | 25 26 25    | Set 1 Set 2 Set 3 | 16 24 16          | Coliseo Manuel Bonilla de Miraflores, Lima |

### Grupo B
Classificação
|     |               |     | Jogos | Jogos | Jogos | Resultados | Resultados | Resultados | Resultados | Resultados | Resultados | Sets | Sets | Sets  | Pontos | Pontos | Pontos |
| Pos | Equipe        | Pts | T     | V     | D     | 3–0        | 3–1        | 3–2        | 2–3        | 1–3        | 0–3        | V    | P    | R     | V      | P      | R      |
| --- | ------------- | --- | ----- | ----- | ----- | ---------- | ---------- | ---------- | ---------- | ---------- | ---------- | ---- | ---- | ----- | ------ | ------ | ------ |
| 1   | Sollys/Osasco | 6   | 2     | 2     | 0     | 1          | 1          | 0          | 0          | 0          | 0          | 6    | 1    | 6,000 | 172    | 129    | 1.333  |
| 2   | Regatas Lima  | 3   | 2     | 1     | 1     | 0          | 1          | 0          | 0          | 1          | 0          | 4    | 4    | 1,000 | 174    | 168    | 1.036  |
| 3   | River Plate   | 0   | 2     | 0     | 2     | 0          | 0          | 0          | 0          | 1          | 1          | 1    | 6    | 0.167 | 122    | 171    | 0.713  |

Resultados
| 14 de outubro de 2009 19:00 Relatório Jogo 01 | Sollys/Osasco | 3 — 0             | River Plate | Coliseo Manuel Bonilla de Miraflores, Lima |
| 14 de outubro de 2009 19:00 Relatório Jogo 01 | 25            | Set 1 Set 2 Set 3 | 18 14 19    | Coliseo Manuel Bonilla de Miraflores, Lima |

| 15 de outubro de 2009 19:00 Relatório Jogo 04 | River Plate | 1 — 3                   | Regatas Lima | Coliseo Manuel Bonilla de Miraflores, Lima |
| 15 de outubro de 2009 19:00 Relatório Jogo 04 | 13 25 15 18 | Set 1 Set 2 Set 3 Set 4 | 25 21 25     | Coliseo Manuel Bonilla de Miraflores, Lima |

| 16 de outubro de 2009 19:00 Jogo 06 | Sollys/Osasco | 3 — 1                   | River Plate | Coliseo Manuel Bonilla de Miraflores, Lima |
| 16 de outubro de 2009 19:00 Jogo 06 | 25 22 25      | Set 1 Set 2 Set 3 Set 4 | 19 17 25 22 | Coliseo Manuel Bonilla de Miraflores, Lima |

## Fase final

### Classificação do 5º ao 6º lugares
Resultado
| 17 de outubro de 2009 17:00 Relatório Jogo 07 | Deportivo Géminis | 3 — 1                   | River Plate | Coliseo Manuel Bonilla de Miraflores, Lima |
| 17 de outubro de 2009 17:00 Relatório Jogo 07 | 25 17 26          | Set 1 Set 2 Set 3 Set 4 | 19 17 25 24 | Coliseo Manuel Bonilla de Miraflores, Lima |

## Semifinais
Resultados
| 17 de outubro de 2009 19:00 Relatório Jogo 08 | Unilever/RJ | 3 — 0             | Regatas Lima | Coliseo Manuel Bonilla de Miraflores, Lima |
| 17 de outubro de 2009 19:00 Relatório Jogo 08 | 25          | Set 1 Set 2 Set 3 | 13 8 14      | Coliseo Manuel Bonilla de Miraflores, Lima |

| 17 de outubro de 2009 21:00 Relatório Jogo 09 | Sollys/Osasco | 3 — 0             | Boca Juniors | Coliseo Manuel Bonilla de Miraflores, Lima |
| 17 de outubro de 2009 21:00 Relatório Jogo 09 | 25            | Set 1 Set 2 Set 3 | 14 11 12     | Coliseo Manuel Bonilla de Miraflores, Lima |

## Terceiro lugar
Resultado
| 18 de outubro de 2009 18:00 Relatório Jogo 10 | Boca Juniors   | 3 — 2                         | Regatas Lima   | Coliseo Manuel Bonilla de Miraflores, Lima |
| 18 de outubro de 2009 18:00 Relatório Jogo 10 | 25 17 25 19 15 | Set 1 Set 2 Set 3 Set 4 Set 5 | 23 25 21 25 10 | Coliseo Manuel Bonilla de Miraflores, Lima |

## Final
Resultado
| 18 de outubro de 2009 20:00 Relatório Jogo 11 | Unilever/RJ | 1 — 3                   | Sollys/Osasco | Coliseo Manuel Bonilla de Miraflores, Lima |
| 18 de outubro de 2009 20:00 Relatório Jogo 11 | 18 17 25 18 | Set 1 Set 2 Set 3 Set 4 | 25 12 25      | Coliseo Manuel Bonilla de Miraflores, Lima |

## Classificação Final
| Posição           | Equipe            | Classificação                                               |
| ----------------- | ----------------- | ----------------------------------------------------------- |
| Medalha de ouro   | Sollys/Osasco     | Campeonato Mundial de Clubes de Voleibol Feminino de 2009 · |
| Medalha de prata  | Unilever/RJ       |                                                             |
| Medalha de bronze | Boca Juniors      |                                                             |
| 4                 | Regatas Lima      |                                                             |
| 5                 | Deportivo Géminis |                                                             |
| 6                 | River Plate       |                                                             |

## Prêmios individuais
As melhores atletas do campeonato foram:
| MVP (Most Valuable Player) | Jaqueline Carvalho   | Sollys/Osasco | Brasil |
| Melhor bloqueadora         | Carol Gattaz         | Unilever/RJ   | Brasil |
| Melhor atacante            | Natália Pereira      | Sollys/Osasco | Brasil |
| Melhor sacadora            | Dani Lins            | Unilever/RJ   | Brasil |
| Melhor líbero              | Fabiana de Oliveira  | Unilever/RJ   | Brasil |
| Melhor levantadora         | Carolina Albuquerque | Sollys/Osasco | Brasil |
| Melhor recepção            | Sassá                | Sollys/Osasco | Brasil |
| Melhor defesa              | Camila Brait         | Sollys/Osasco | Brasil |